# Православие в Сан-Марино
Сан-Марино — небольшая республика на Апеннинском полуострове — населена почти исключительно римо-католиками. Тем не менее, именно здесь в 2007 состоялась встреча представителей поместных церквей при Европейском союзе под председательством митрополита Эммануила (Константинопольский патриархат). Русскую православную церковь представлял епископ Венский и Австрийский Иларион (Алфеев). Встреча была связана с конференцией «Религиозное измерение межкультурного диалога», организованной МИДом республики и приуроченной к председательству Сан-Марино в комитете министров Совета Европы. Алексий II направил участникам конференции приветствие, в котором пожелал им «плодотворных дискуссий в духе взаимного уважения».
Следует также отметить, что некоторые православные на Западе почитают небесного покровителя республики, святого Марина, жившего до разделения церквей.